# Echeveria tamaulipana
Echeveria tamaulipana är en fetbladsväxtart som beskrevs av Mart.-aval., Mora-olivo och M.Terry. Echeveria tamaulipana ingår i släktet Echeveria och familjen fetbladsväxter. Inga underarter finns listade i Catalogue of Life.